# In aller Freundschaft – Die jungen Ärzte

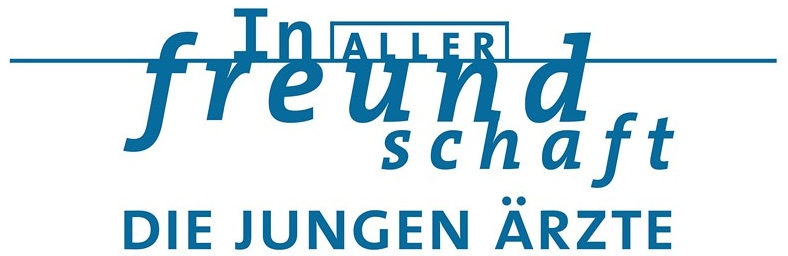
Logo bis Episode 378

In aller Freundschaft – Die jungen Ärzte ist eine deutsche Fernsehserie, die mit kurzen Unterbrechungen seit dem 22. Januar 2015 jeweils donnerstags um 18:50 Uhr im Ersten ausgestrahlt wird. Die Krankenhausserie ist ein Ableger von In aller Freundschaft.

## Handlung

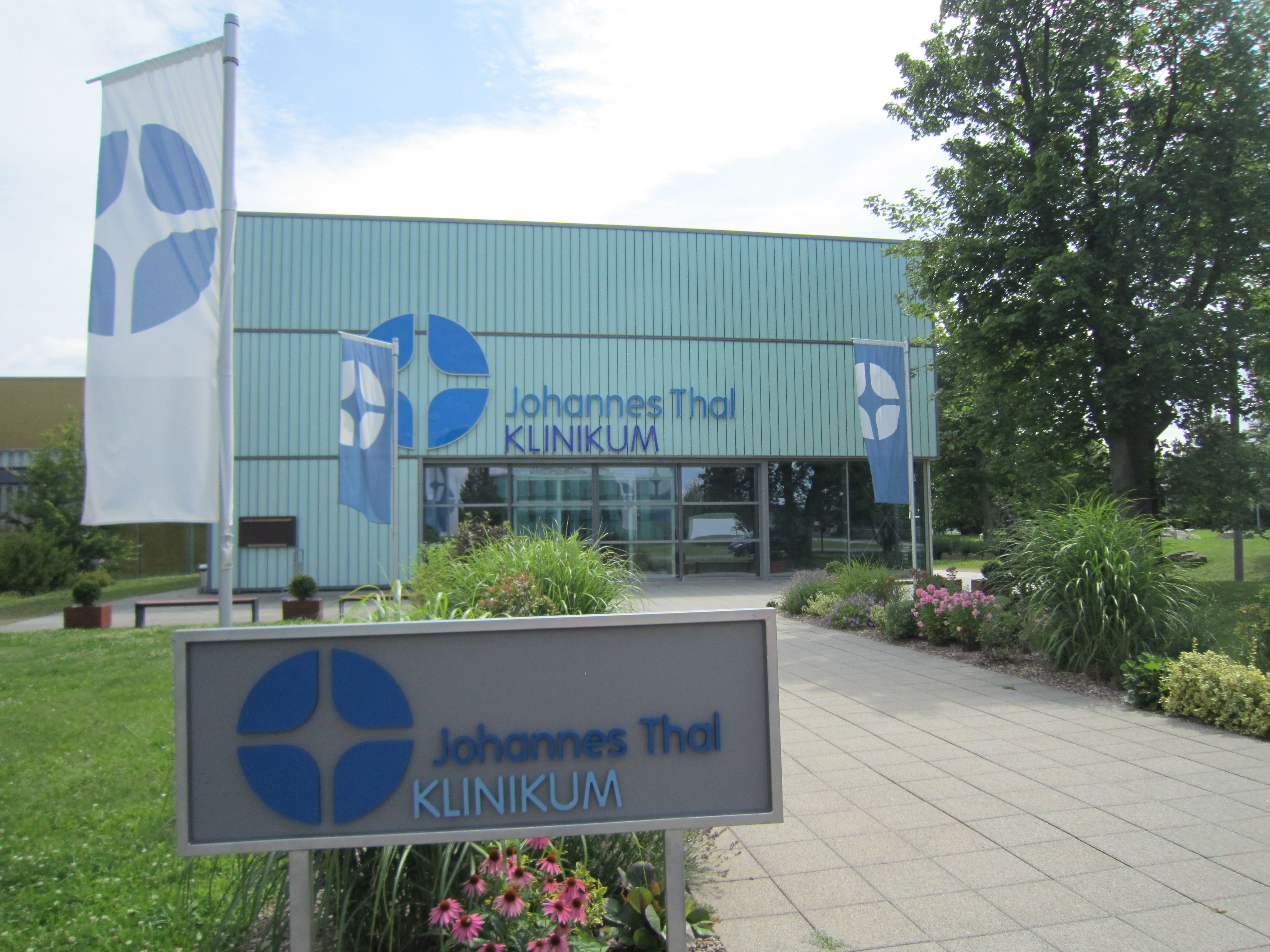
Johannes-Thal-Klinikum auf dem Gelände vom STUDIOPARK KinderMedienZentrum in Erfurt

Die Serie handelt von dem Ärzteteam des fiktiven Johannes-Thal-Klinikums in Erfurt.
Zu Beginn wechselt der Arzt Dr. Niklas Ahrend, der nach einem einschneidenden Erlebnis die Leipziger Sachsenklinik verlassen hat, auch auf Drängen seines Mentors Dr. Harald Loosen an das Johannes-Thal-Klinikum in Erfurt. Dort erhält er eine Stelle als Oberarzt und trifft dabei, nach mehr als zehn Jahren, wieder auf Dr. Leyla Sherbaz, mit der er seine Assistenzarztzeit bei Dr. Harald Loosen in Hannover absolviert hatte. Nachdem der leitende Oberarzt Loosen einen Herzinfarkt erlitt und ins Koma fiel (aus dem er aber wieder erwachte), übertrug die Chefärztin Prof. Dr. Karin Patzelt die Ausbildung der Assistenzärzte zunächst auf Ahrend.
Nach einem Behandlungsfehler kündigt Loosen; die Ausbildung der Assistenzärzte wird endgültig auf Ahrend übertragen.

## Hintergrund
Der Ableger wird im Auftrag der ARD von Saxonia Media Filmproduktion produziert. Start der Serie war am 22. Januar 2015. Zunächst war eine erste Staffel mit 42 Episoden geplant, die seit Ende 2014 gedreht wurde. Die Dreharbeiten für In aller Freundschaft – Die jungen Ärzte finden in den Studios A und D des Studiopark KinderMedienZentrum in Erfurt statt.
Eingeführt wurde der neue Handlungsstrang um das Johannes-Thal-Klinikum in einer Backdoor-Pilot-Episode der Mutterserie In aller Freundschaft. In Episode 668 (Mit einem Paukenschlag) besuchen dabei die Verwaltungsdirektorin und zukünftige Klinikleiterin der Leipziger Sachsenklinik Sarah Marquardt (Alexa Maria Surholt) zusammen mit Chefsekretärin Barbara Grigoleit (Uta Schorn) den Kaufmännischen Leiter des Johannes-Thal-Klinikums, Wolfgang Berger.
In den Episoden 671 (Alte und neue Freundschaften) und 672 (Zukunftsmusik) der Mutterserie gibt es erneute Crossover. Dabei tritt Robert Giggenbach in seiner Rolle Dr. Harald Loosen auf. Er unterstützt seinen Schützling Dr. Niklas Ahrend in einer schwierigen Situation und bietet ihm einen Oberarztposten im Erfurter Krankenhaus an.

## Crossover

### Generelles
In aller Freundschaft – Die jungen Ärzte teilt sich ein Serienuniversum mit der Mutterserie In aller Freundschaft sowie Schloss Einstein, Marienhof, Tierärztin Dr. Mertens, Heiter bis tödlich: Akte Ex, Lindenstraße und Verbotene Liebe, mit denen die Mutterserie bereits Crossover-Episoden hatte.

### Johannes-Thal-Klinikum und Volkmann-Klinikum
In der Episode 160 (Nachwirkungen) besucht Arzu Ritter (Arzu Bazman) Dr. Niklas Ahrend, um mit ihm etwas über ihren gemeinsamen Sohn Max zu besprechen. Dabei erwähnt sie, dass sie eine neue Stelle als Dozentin am Volkmann-Klinikum angenommen hat. Dr. Elias Bährs Cousin Fiete Petersen (Adrian R. Gössel) bringt Elias’ Mutter ins Klinikum, weil sie wieder Herzprobleme hat. Auch Fiete geht es nicht gut, er hat immer wieder Schwindelanfälle. Es stellt sich aber heraus, dass es psychische Probleme sind, weil er nicht als Fischer bei seinem Vater arbeiten will.
In der Episode 161 (Berufung) werden Louisa Neukamm (Llewellyn Reichman) und Jasmin Hatem (Leslie-Vanessa Lill) unschuldig in einen Autounfall verwickelt. Sie retten dem Unfallverursacher das Leben und gehen danach selbst ins Johannes-Thal-Klinikum, weil sich Jasmin auch verletzt hat. Da sie operiert werden muss, teilt ihr Dr. Ahrend mit, dass sie länger bleiben muss. Doch die beiden Frauen sollten am nächsten Tag in Halle sein, um am Volkmann-Klinikum ihre Ausbildung zur Krankenschwester aufzunehmen. Dank der Vermittlung von Dr. Bähr können sie den nötigen Gesundheitscheck am JTK durchführen. Fiete Petersen hat unterdessen ein Praktikum als Hausmeister am JTK begonnen und hilft, wo er kann. Als er auf Louisa und Jasmin trifft, ändert er seine Meinung und will nun auch Krankenpfleger in Halle werden, die Anmeldefrist ist aber abgelaufen. Dr. Ahrend kontaktiert zusammen mit Elias Bähr Arzu Ritter, um sie zu fragen, ob sie Fiete noch in die diesjährige Ausbildung aufnehmen kann. Damit wurde der neue Handlungsstrang des Spin-offs In aller Freundschaft – Die Krankenschwestern in einem Backdoor-Pilot eingeführt.

## Besetzung

### Aktuelle Hauptdarsteller
Sortiert nach der Reihenfolge des Einstiegs.
| Schauspieler           | Rolle                                | Episoden              | Staffeln | Zeitraum  | Bemerkungen |
| ---------------------- | ------------------------------------ | --------------------- | -------- | --------- | --- |
| Mike Adler             | Dr. Matteo Moreau                    | 1–                    | 1–       | 2015–     | Oberarzt der Chirurgie; Interimschefarzt der Chirurgie (Episode 342–353); Facharzt der Plastischen Chirurgie; Spezialist für Handchirurgie Witwer von Miriam Moreau; Halbbruder von Vivi Kling |
| Marijam Agischewa      | Prof. Dr. Karin Patzelt geb. Lochner | 1–                    | 1–       | 2015–     | Chefärztin der Chirurgie; Oberärztin der Chirurgie (Episode 342–353); Fachärztin für Allgemeinchirurgie und Herzchirurgie; gibt ihre Professur wegen eines Fehlers in der Habilitation zunächst ab, kann sie aber nacharbeiten und erhält die Professur nach einer erneuten Disputation zurück Schwester von Stefan Lochner; Freundin von Frank Boger; Ex-Frau von Leo Patzelt; Ex-Freundin von Dr. Markus Brossmann |
| Sanam Afrashteh        | Dr. Leyla Sherbaz                    | 1–296, 300, 358, 370– | 1–       | 2015–     | Oberärztin der Chirurgie und Anästhesie; Fachärztin für Anästhesiologie und Unfallchirurgie; Ausbilderin der Assistenzärzte (seit Episode 181); Leitende Oberärztin der Chirurgie (Episode 164–211); stellvertretende Chefärztin der Chirurgie (seit Episode 402) Mutter von Zoe und Raya Elisa Sherbaz; Großmutter von Mira, Lilly und Liam Sherbaz; Tochter von Badria Sherbaz; Ehefrau von Dr. Ben Ahlbeck (seit Episode 250); Ex-Frau von Navid Ahmadi von Episode 297 bis 369 in London; zunächst in Quarantäne, später unterstützt sie ihre Tochter Zoe nach der Trennung von ihrem Freund Andy bei der Kindererziehung von Mira, Lilly und Liam Stimmenauftritt in Episode 353 |
| Philipp Danne          | Dr. Benjamin „Ben“ Ahlbeck           | 1–                    | 1–       | 2015–     | Oberarzt der Chirurgie (seit Episode 285); Facharzt für Plastische Chirurgie (seit Episode 249, erhält den Doktorgrad in Episode 256); Ausbilder der Assistenzärzte (seit Episode 367) Vater von Raya Elisa Sherbaz; Sohn von Prof. Dr. Richard Ahlbeck und Dr. Anne-Charlotte Ahlbeck; Ehemann von Dr. Leyla Sherbaz (seit Episode 250); Ex-Affäre von Dr. Julia Berger |
| Mirka Pigulla          | Dr. Julia Berger                     | 1–                    | 1–       | 2015–     | Oberärztin der Chirurgie (seit Episode 335); Fachärztin der Allgemeinchirurgie und Gynäkologie; (seit Episode 200, erhält den Doktorgrad in Episode 288) Tochter von Hannah und Wolfgang Berger; Halbschwester und Mitbewohnerin von Rebecca Krieger; Ex-Freundin von Dr. Niklas Ahrend (Affäre in Staffel 1); Ex-Freundin von Eric Thalbach; Ex-Affäre von Dr. Ben Ahlbeck und Florian Osterwald |
| Horst Günter Marx      | Wolfgang Berger                      | 1–                    | 1–       | 2015–     | Kaufmännischer Leiter des Johannes-Thal-Klinikums Vater von Dr. Julia Berger und Dr. Rebecca Krieger; Ehemann von Hannah Berger; Ex-Affäre von Manuela Krieger; One-Night-Stand von Dr. Theresa Koshka |
| Christian Beermann     | Dr. Marc Lindner                     | 52–                   | 2–       | 2016–     | Leitender Oberarzt der Onkologie und Chirurgie; Facharzt für Allgemeinchirurgie und Tumorchirurgie; stellvertretender Chefarzt der Chirurgie (Episode 211–402); übergangsweise stellvertretender Ausbilder der Assistenzärzte Ex-Freund von Dr. Theresa Koshka |
| Luan Gummich           | Dr. Mikko Rantala                    | 154–                  | 4–       | 2018–     | Facharzt für Plastische Chirurgie (seit Episode 350) (erhält den Doktorgrad in Episode 373) Bruder von Helmi Rantala; Freund von Viktoria Stadler; Ex-Affäre von Vivi Kling, One-Night-Stand von Dr. Emma Jahn |
| Lion Wasczyk           | Florian Osterwald                    | 263–                  | 7–       | 2021–     | Assistenzarzt Sohn von Paul Lehmann; Ex-Freund von Dr. Rebecca Krieger; Ex-Affäre von Dr. Julia Berger |
| Linda Kummer           | Tamar Hummel                         | 370–                  | 9–       | 2024–     | Assistenzärztin (seit Episode 383) |
| Olivia Papoli-Barawati | Sofia Galura                         | 370–                  | 9–       | 2024–     | Assistenzärztin (seit Episode 383) |
| Arne Kertész           | Oliver „Olli“ Probst                 | 370–                  | 9–       | 2024–     | Assistenzarzt (seit Episode 383) |
| Jakob D’Aprile         | Ivo Maric                            | 370–                  | 9–       | 2024–     | Assistenzarzt (seit Episode 383) |
| Juliane Fisch          | Dr. Elly Winter                      | 21–44                 | 1–2      | 2015–2016 | Assistenzärztin (erhält den Doktorgrad in Episode 42); ehemalige Krankenschwester im Johannes-Thal-Klinikum geht in die USA, danach nach Zürich |
| Juliane Fisch          | Dr. Elly Winter                      | 100                   | 3        | 2017      | Assistenzärztin (erhält den Doktorgrad in Episode 42); ehemalige Krankenschwester im Johannes-Thal-Klinikum geht in die USA, danach nach Zürich |
| Juliane Fisch          | Dr. Elly Winter                      | 244, 247–248          | 6        | 2021      | Fachärztin für Allgemeinchirurgie in Zürich |
| Juliane Fisch          | Dr. Elly Winter                      | 325–326               | 8        | 2023      | Fachärztin für Allgemeinchirurgie in Zürich |
| Juliane Fisch          | Dr. Elly Winter                      | 343–369               | 9        | 2023–2024 | Oberärztin der Unfallchirurgie Ehefrau von Prof. Dr. Beat Leuenburger |
| Juliane Fisch          | Dr. Elly Winter                      | 401–                  | 10–      | 2024–     | Oberärztin der Unfallchirurgie Ehefrau von Prof. Dr. Beat Leuenburger |

### Ehemalige Hauptdarsteller
Sortiert nach der Reihenfolge des Ausstiegs.
| Schauspieler       | Rolle                 | Episoden               | Staffeln | Zeitraum       | Bemerkungen |
| ------------------ | --------------------- | ---------------------- | -------- | -------------- | --- |
| Paula Schramm      | Dr. Annika Rösler     | 1–10                   | 1        | 2015           | Assistenzärztin; befand sich seit Episode 10 im Mutterschutz |
| Paula Schramm      | Dr. Annika Rösler     | 100                    | 3        | 2017           | Assistenzärztin; befand sich seit Episode 10 im Mutterschutz |
| Paula Schramm      | Dr. Annika Rösler     | 255, 260–261, 291, 293 | 7        | 2021–2022      | Fachärztin für Allgemeinchirurgie; Belegärztin hat in der Zwischenzeit promoviert |
| Paula Schramm      | Dr. Annika Rösler     | 302–303, 307           | 8        | 2022           | Fachärztin für Allgemeinchirurgie; Belegärztin hat in der Zwischenzeit promoviert |
| Paula Schramm      | Dr. Annika Rösler     | 331–332                | 8        | 2023           | Fachärztin für Allgemeinchirurgie; Belegärztin hat in der Zwischenzeit promoviert |
| Robert Giggenbach  | Dr. Harald Loosen     | 1–3, 12, 14–72         | 1–2      | 2015–2016      | Leitender Oberarzt der Chirurgie; ehemaliger Ausbilder der Assistenzärzte Mentor von Dr. Niklas Ahrend war von Episode 4 bis 11 nach einer Herz-OP in der Reha kündigt nach einem Behandlungsfehler |
| Gunda Ebert        | Dr. Franziska Ruhland | 44–168                 | 2–4      | 2016–2019      | Leitende Oberärztin der Neurochirurgie; ehemalige Chefärztin (Episode 44–69) Mutter von Felix Maibach geht als Chefärztin nach Hamburg |
| Gunda Ebert        | Dr. Franziska Ruhland | 188–189, 198, 208      | 5        | 2019–2020      | Leiterin der Neurochirurgischen Abteilung in Hamburg |
| Gunda Ebert        | Dr. Franziska Ruhland | 256                    | 7        | 2021           | Leiterin der Neurochirurgischen Abteilung in Hamburg |
| Gunda Ebert        | Dr. Franziska Ruhland | 331, 333               | 8        | 2023           | Leiterin der Neurochirurgischen Abteilung in Hamburg |
| Gunda Ebert        | Dr. Franziska Ruhland | 340                    | 9        | 2023           | Leiterin der Neurochirurgischen Abteilung in Hamburg |
| Roy Peter Link     | Dr. Niklas Ahrend     | 1–180                  | 1–5      | 2015–2019      | Oberarzt der Gynäkologie und Chirurgie; Ausbilder der Assistenzärzte (Auszeit von Episode 139 bis 146) Halbbruder von Dr. Kathrin Globisch; Vater von Max Brentano; Ex-Freund von Julia Berger, Eva Ludwig und Carolin Körner; One-Night-Stand von Arzu Ritter geht als Chefarzt nach San Francisco |
| Jane Chirwa        | Vivienne „Vivi“ Kling | 50–189                 | 2–5      | 2016–2019      | Assistenzärztin Halbschwester von Dr. Matteo Moreau; Ex-Affäre von Mikko Rantala geht zu Dr. Ruhland nach Hamburg |
| Jane Chirwa        | Vivienne „Vivi“ Kling | 210                    | 5        | 2020           | Fachärztin für Neurochirurgie in Hamburg |
| Tilman Pörzgen     | Thomas „Tom“ Zondek † | 154–240                | 4–6      | 2018–2020      | Assistenzarzt Stirbt nach einem Sturz aus großer Höhe an Komplikationen |
| Katharina Nesytowa | Dr. Theresa Koshka    | 1–252                  | 1–6      | 2015–2021      | Fachärztin der Allgemeinchirurgie (ab Episode 200), Fachärztin der Anästhesiologie (ab Episode 63), Tochter von Natascha Roth; Enkelin von Magda Koshka; Halbschwester von Alexa Roth; verhindert ihre Kündigung durch Sex mit Wolfgang Berger; Ex-Freundin von Dr. Marc Lindner, Ex-Freundin von Dr. Noah Mattes verlässt das Johannes-Thal-Klinikum nach Episode 252 und geht nach Belgien Stimmenauftritt in Episode 253 |
| Kassandra Wedel    | Dr. Alica Lipp        | 282 295, 299–343       | 7 8–9    | 2022 2022–2023 | Oberärztin der Chirurgie; Fachärztin für Neurochirurgie; gehörlos; befindet sich seit Episode 343 im Mutterschutz |
| Elisa Agbaglah     | Dr. Emma Jahn         | 201–351                | 5–9      | 2019–2023      | Fachärztin für Allgemeinchirurgie (seit Episode 350, erhält den Doktorgrad in Episode 206) Ex-Freundin von Elias Bähr, One-Night-Stand mit Mikko Rantala; nimmt sich eine Auszeit, um Zeit mit ihrer Familie zu verbringen und zu reisen |
| Stefan Ruppe       | Dr. Elias Bähr        | 1–357                  | 1–9      | 2015–2023      | Facharzt der Allgemein- und Herzchirurgie (seit Episode 200, erhält den Doktorgrad in Episode 100), Spezialist für Kinderherzchirugie (abgelegte Prüfung in Episode 350); Stationsarzt der Chirurgie (Episode 141–201); stellvertretender Ausbilder der Assistenzärzte (Episode 200–357) wiederkehrend in Leylas Abwesenheit, Sohn von Gabi Bähr; Bruder von Susanne Bähr; Cousin von Fiete Petersen; Patenonkel von Raya Elisa Sherbaz; Freund von Dr. Paula Báthory; Ex-Freund von Dr. Emma Jahn; Ex-Scheinehemann von Ameena Bähr; Ex-Affäre von Helmi Rantala; zieht mit Dr. Paula Báthory nach Freiburg |
| Milena Straube     | Dr. Rebecca Krieger   | 190–378                | 5–9      | 2019–2024      | Fachärztin für Onkologie (seit Episode 378, erhält den Doktorgrad in Episode 331) Tochter von Manuela Krieger und Wolfgang Berger; Halbschwester und Mitbewohnerin von Julia Berger, Ex-Freundin von Florian Osterwald von Episode 301–330 für eine befristete Assistenzarztstelle in Berlin geht als Fachärztin nach Berlin |
| Milena Straube     | Dr. Rebecca Krieger   | 405                    | 10       | 2025           | Fachärztin für Onkologie (seit Episode 378, erhält den Doktorgrad in Episode 331) Tochter von Manuela Krieger und Wolfgang Berger; Halbschwester und Mitbewohnerin von Julia Berger, Ex-Freundin von Florian Osterwald von Episode 301–330 für eine befristete Assistenzarztstelle in Berlin geht als Fachärztin nach Berlin |
| Isabella Krieger   | Viktoria Stadler      | 275–393                | 7–10     | 2021–2024      | Assistenzärztin Schwester von Anton Stadler; Ex-Freundin von Mikko Rantala; heuert auf einem OP-Schiff vor der ghanaischen Küste an |

### Nebendarsteller
Für die Aufnahme in diese Liste gilt die „Drei-Episoden-Regel“, die als Mindestanforderung angesehen wird. Die Sortierung erfolgt nach der Reihenfolge des letzten Auftritts.
| Schauspieler             | Rolle                                             | Episoden                                                                            | Staffeln       | Zeitraum                        | Bemerkungen |
| ------------------------ | ------------------------------------------------- | ----------------------------------------------------------------------------------- | -------------- | ------------------------------- | --- |
| Michael Epp              | Eric Thalbach                                     | 5, 16–17                                                                            | 1              | 2015                            | Ex-Lebensgefährte von Julia Berger |
| Janina Flieger           | Carolin Körner                                    | 25–26, 28, 31, 36, 42–47, 52, 54–57                                                 | 1–2            | 2015–2016                       | Physiotherapeutin Ex-Freundin von Dr. Niklas Ahrend |
| Lutz Blochberger         | Leo Patzelt                                       | 4, 9, 19–20, 23, 36, 62                                                             | 1–2            | 2015–2016                       | Ex-Mann von Prof. Dr. Karin Patzelt |
| Maamar Abbou             | Sami Matoub                                       | 95–100, 102, 106                                                                    | 3              | 2017                            | junger Patient und zeitweise Pflegekind von Dr. Matteo Moreau |
| Sebastian Nakajew        | Peter „Piet“ Knaute †                             | 157–159, 163, 165                                                                   | 4              | 2018–2019                       | Patient und Freund von Dr. Matteo Moreau und Vivienne „Vivi“ Kling |
| Sarina Radomski          | Eva Ludwig                                        | 89–90, 92–94, 96–97, 99, 102–103, 106, 108–111, 116, 126–131, 134–136, 138–139, 179 | 3–5            | 2017–2019                       | ehemalige Assistenzärztin, ehemalige Erzieherin, abgebrochene Ausbildung als Assistenzärztin Ex-Freundin von Dr. Niklas Ahrend                                                           |
| Brigitte Karner          | Badria Sherbaz                                    | 115, 117, 216                                                                       | 3, 6           | 2017, 2020                      | Mutter von Dr. Leyla Sherbaz; Großmutter von Zoe und Raya Sherbaz; Urgroßmutter von Mira, Lilly und Liam Sherbaz                                                                         |
| Christian Martin Schäfer | Dr. Noah Mattes                                   | 192, 220–228                                                                        | 5, 6           | 2019, 2020                      | Oberarzt der Unfallchirurgie Ex-Freund von Dr. Theresa Koshka; kündigt (Nachricht der Kündigung in Episode 232)                                                                          |
| Irene Kugler             | Gabi Bähr                                         | 130, 160, 273                                                                       | 4, 7           | 2018, 2021                      | Mutter von Suse und Elias Bähr |
| Ella-Maria Gollmer       | Susanne „Suse“ Bähr                               | 130, 136–138, 253–254, 273                                                          | 4, 7           | 2018, 2021                      | Tochter von Gabi Bähr; Schwester von Dr. Elias Bähr; Aspergerautistin |
| Mira Mazumdar            | Ameena Schneider geschiedene Bähr, geb. Damayanti | 63, 91–93, 109–111, 217, 290                                                        | 2–3, 6, 7      | 2016–2017, 2020, 2022           | Dolmetscherin Ex-Patientin und Ex-Scheinehefrau von Dr. Elias Bähr |
| Béla Gabor Lenz          | Andrew „Andy“ Williams                            | 134–135, 305                                                                        | 3, 8           | 2018, 2022                      | Vater von Mira, Lilly und Liam Sherbaz; Ex-Freund von Zoe Sherbaz |
| Melina Fabian            | Zoe Yasmin Sherbaz                                | 22, 24, 40, 73, 78, 91–93, 103, 105, 126, 134–135, 300–305                          | 1–4, 8         | 2015–2018, 2022                 | Enkelin von Badria Sherbaz; Tochter von Dr. Leyla Sherbaz und Navid Ahmadi; Mutter von Mira, Lilly und Liam Sherbaz; Ex-Freundin von Andy Williams; Halbschwester von Raya Elisa Sherbaz |
| Runa Schymanski          | Helmi Rantala                                     | 229–230, 322                                                                        | 6, 8           | 2020, 2023                      | Schwester von Mikko Rantala |
| Leonie Rainer            | Dr. Paula Báthory                                 | 355–357                                                                             | 9              | 2023                            | Oberärztin der Anästhesie Freundin von Dr. Elias Bähr; zieht mit Dr. Elias Bähr nach Freiburg                                                                                            |
| Paul Frielinghaus        | Prof. Dr. Richard Ahlbeck                         | 120, 209, 239, 301–302, 320, 359–360                                                | 3, 5–6, 8–     | 2017, 2020, 2022–               | Facharzt für Plastische Chirurgie und Ästhetische Chirurgie; Leiter der Privatklinik Ahlbeck Ehemann von Dr. Anne-Charlotte Ahlbeck; Vater von Dr. Ben Ahlbeck                           |
| Katja Weitzenböck        | Dr. Anne-Charlotte Ahlbeck                        | 267, 277, 279, 283–284, 359–360                                                     | 7, 9           | 2021–                           | Fachärztin für Plastische Chirurgie und Ästhetische Chirurgie, stellvertretende Leiterin der Privatklinik Ahlbeck; Ehefrau von Prof. Dr. Richard Ahlbeck; Mutter von Ben Ahlbeck         |
| Maike Bollow             | Hannah Berger                                     | 31, 65, 139–141, 145, 193, 245, 300, 312, 347, 398                                  | 1–2, 4–6, 8–10 | 2015–2016, 2018–2019, 2021–2024 | Ehefrau von Wolfgang Berger; Mutter von Julia Berger; Ex-Freundin von Thilo Schwenke |
| Christoph Kottenkamp     | Frank Boger                                       | 204, 210, 257, 274, 296, 352, 417                                                   | 5, 7–9, 11     | 2019–2023, 2025                 | Freund von Prof. Dr. Karin Patzelt |
| Roland Bonjour           | Prof. Dr. Beat Leuenburger                        | 368, 418–420                                                                        | 9–             | 2024–                           | Ehemann von Dr. Elly Winter, trennt sich in Folge 420 nach einem Seitensprung von seiner Frau                                                                                            |

## Gastdarsteller

### Gastdarsteller ausIn aller Freundschaft
| Schauspieler          | Rolle                       | Episoden                   | Staffeln | Zeitraum | Bemerkungen |
| --------------------- | --------------------------- | -------------------------- | -------- | -------- | --- |
| Andrea Kathrin Loewig | Dr. Kathrin Globisch        | 1, 38                      | 1        | 2015     | Oberärztin der Anästhesie und Chirurgie der Leipziger Sachsenklinik, Halbschwester von Dr. Niklas Ahrend                                                        |
| Andrea Kathrin Loewig | Dr. Kathrin Globisch        | 67                         | 2        | 2016     | Oberärztin der Anästhesie und Chirurgie der Leipziger Sachsenklinik, Halbschwester von Dr. Niklas Ahrend                                                        |
| Andrea Kathrin Loewig | Dr. Kathrin Globisch        | 99                         | 3        | 2017     | Oberärztin der Anästhesie und Chirurgie der Leipziger Sachsenklinik, Halbschwester von Dr. Niklas Ahrend                                                        |
| Andrea Kathrin Loewig | Dr. Kathrin Globisch        | 228                        | 6        | 2020     | Oberärztin der Anästhesie und Chirurgie der Leipziger Sachsenklinik, Halbschwester von Dr. Niklas Ahrend                                                        |
| Andrea Kathrin Loewig | Dr. Kathrin Globisch        | 249                        | 6        | 2021     | Oberärztin der Anästhesie und Chirurgie der Leipziger Sachsenklinik, Halbschwester von Dr. Niklas Ahrend                                                        |
| Andrea Kathrin Loewig | Dr. Kathrin Globisch        | 337                        | 9        | 2023     | Oberärztin der Anästhesie und Chirurgie der Leipziger Sachsenklinik, Halbschwester von Dr. Niklas Ahrend                                                        |
| Thomas Koch           | Dr. Philipp Brentano        | 2, 23                      | 1        | 2015     | Chefarzt der Chirurgie und Leiter der Abteilung für Endoprothetik sowie Facharzt der Unfallchirurgie der Leipziger Sachsenklinik, Stiefvater von Max Brentano   |
| Thomas Koch           | Dr. Philipp Brentano        | 125                        | 3        | 2018     | Chefarzt der Chirurgie und Leiter der Abteilung für Endoprothetik sowie Facharzt der Unfallchirurgie der Leipziger Sachsenklinik, Stiefvater von Max Brentano   |
| Thomas Koch           | Dr. Philipp Brentano        | 140–141                    | 4        | 2018     | Chefarzt der Chirurgie und Leiter der Abteilung für Endoprothetik sowie Facharzt der Unfallchirurgie der Leipziger Sachsenklinik, Stiefvater von Max Brentano   |
| Thomas Koch           | Dr. Philipp Brentano        | 219                        | 6        | 2020     | Chefarzt der Chirurgie und Leiter der Abteilung für Endoprothetik sowie Facharzt der Unfallchirurgie der Leipziger Sachsenklinik, Stiefvater von Max Brentano   |
| Thomas Koch           | Dr. Philipp Brentano        | 278–279                    | 7        | 2022     | Chefarzt der Chirurgie und Leiter der Abteilung für Endoprothetik sowie Facharzt der Unfallchirurgie der Leipziger Sachsenklinik, Stiefvater von Max Brentano   |
| Thomas Koch           | Dr. Philipp Brentano        | 374                        | 9        | 2024     | Chefarzt der Chirurgie und Leiter der Abteilung für Endoprothetik sowie Facharzt der Unfallchirurgie der Leipziger Sachsenklinik, Stiefvater von Max Brentano   |
| Arzu Bazman           | Arzu Ritter                 | 2–3, 9, 15                 | 1        | 2015     | Pflegedienstleiterin der chirurgischen Station und Hebamme in der Leipziger Sachsenklinik, Mutter von Max Brentano, Ex-Affäre von Dr. Niklas Ahrend             |
| Arzu Bazman           | Arzu Ritter                 | 43                         | 2        | 2016     | Pflegedienstleiterin der chirurgischen Station und Hebamme in der Leipziger Sachsenklinik, Mutter von Max Brentano, Ex-Affäre von Dr. Niklas Ahrend             |
| Arzu Bazman           | Arzu Ritter                 | 85                         | 3        | 2017     | Pflegedienstleiterin der chirurgischen Station und Hebamme in der Leipziger Sachsenklinik, Mutter von Max Brentano, Ex-Affäre von Dr. Niklas Ahrend             |
| Arzu Bazman           | Arzu Ritter                 | 147, 160–161               | 4        | 2018     | Pflegedienstleiterin der chirurgischen Station und Hebamme in der Leipziger Sachsenklinik, Mutter von Max Brentano, Ex-Affäre von Dr. Niklas Ahrend             |
| Alexa Maria Surholt   | Sarah Marquardt             | 4                          | 1        | 2015     | Verwaltungsdirektorin der Leipziger Sachsenklinik |
| Alexa Maria Surholt   | Sarah Marquardt             | 108, 112, 116, 122         | 3        | 2017     | Verwaltungsdirektorin der Leipziger Sachsenklinik |
| Alexa Maria Surholt   | Sarah Marquardt             | 198–199                    | 5        | 2019     | Verwaltungsdirektorin der Leipziger Sachsenklinik |
| Alexa Maria Surholt   | Sarah Marquardt             | 238                        | 6        | 2020     | Verwaltungsdirektorin der Leipziger Sachsenklinik |
| Alexa Maria Surholt   | Sarah Marquardt             | 263, 269                   | 7        | 2021     | Verwaltungsdirektorin der Leipziger Sachsenklinik |
| Alexa Maria Surholt   | Sarah Marquardt             | 309, 312, 317              | 8        | 2022     | Verwaltungsdirektorin der Leipziger Sachsenklinik |
| Alexa Maria Surholt   | Sarah Marquardt             | 353, 358, 369              | 9        | 2023     | Verwaltungsdirektorin der Leipziger Sachsenklinik |
| Alexa Maria Surholt   | Sarah Marquardt             | 389, 396                   | 10       | 2024     | Verwaltungsdirektorin der Leipziger Sachsenklinik |
| Udo Schenk            | Dr. Rolf Kaminski           | 6                          | 1        | 2015     | Facharzt der Urologie und Chirurgie; Belegarzt der Leipziger Sachsenklinik                                                                                      |
| Udo Schenk            | Dr. Rolf Kaminski           | 62                         | 2        | 2016     | Facharzt der Urologie und Chirurgie; Belegarzt der Leipziger Sachsenklinik                                                                                      |
| Udo Schenk            | Dr. Rolf Kaminski           | 100, 106                   | 3        | 2017     | Facharzt der Urologie und Chirurgie; Belegarzt der Leipziger Sachsenklinik                                                                                      |
| Udo Schenk            | Dr. Rolf Kaminski           | 153                        | 4        | 2018     | Facharzt der Urologie und Chirurgie; Belegarzt der Leipziger Sachsenklinik                                                                                      |
| Udo Schenk            | Dr. Rolf Kaminski           | 166                        | 4        | 2019     | Facharzt der Urologie und Chirurgie; Belegarzt der Leipziger Sachsenklinik                                                                                      |
| Udo Schenk            | Dr. Rolf Kaminski           | 177–178                    | 5        | 2019     | Facharzt der Urologie und Chirurgie; Belegarzt der Leipziger Sachsenklinik                                                                                      |
| Udo Schenk            | Dr. Rolf Kaminski           | 213                        | 6        | 2020     | Facharzt der Urologie und Chirurgie; Belegarzt der Leipziger Sachsenklinik                                                                                      |
| Udo Schenk            | Dr. Rolf Kaminski           | 287                        | 7        | 2022     | Facharzt der Urologie und Chirurgie; Belegarzt der Leipziger Sachsenklinik                                                                                      |
| Bernhard Bettermann   | Dr. Martin Stein            | 10, 27                     | 1        | 2015     | Klinikleiter und Ärztlicher Direktor sowie Facharzt für Gefäßchirurgie der Leipziger Sachsenklinik                                                              |
| Bernhard Bettermann   | Dr. Martin Stein            | 76                         | 2        | 2016     | Klinikleiter und Ärztlicher Direktor sowie Facharzt für Gefäßchirurgie der Leipziger Sachsenklinik                                                              |
| Bernhard Bettermann   | Dr. Martin Stein            | 182                        | 5        | 2019     | Klinikleiter und Ärztlicher Direktor sowie Facharzt für Gefäßchirurgie der Leipziger Sachsenklinik                                                              |
| Bernhard Bettermann   | Dr. Martin Stein            | 222–223, 228, 230–231, 235 | 6        | 2020     | Klinikleiter und Ärztlicher Direktor sowie Facharzt für Gefäßchirurgie der Leipziger Sachsenklinik                                                              |
| Dieter Bellmann       | Prof. Dr. Gernot Simoni †   | 33                         | 1        | 2015     | Berater und ehemaliger Klinikleiter und Ärztlicher Direktor der Leipziger Sachsenklinik                                                                         |
| Thomas Rühmann        | Dr. Roland Heilmann         | 35–36                      | 1        | 2015     | Oberarzt der Allgemein- und Unfallchirurgie sowie ehemaliger Klinikleiter und Ärztlicher Direktor der Leipziger Sachsenklinik                                   |
| Thomas Rühmann        | Dr. Roland Heilmann         | 91, 93                     | 3        | 2017     | Oberarzt der Allgemein- und Unfallchirurgie sowie ehemaliger Klinikleiter und Ärztlicher Direktor der Leipziger Sachsenklinik                                   |
| Thomas Rühmann        | Dr. Roland Heilmann         | 207                        | 5        | 2020     | Oberarzt der Allgemein- und Unfallchirurgie sowie ehemaliger Klinikleiter und Ärztlicher Direktor der Leipziger Sachsenklinik                                   |
| Anja Nejarri          | Dr. Lea Peters              | 53, 55                     | 2        | 2016     | ehemalige Fachärztin für Neurochirurgie der Leipziger Sachsenklinik                                                                                             |
| Anja Nejarri          | Dr. Lea Peters              | 137                        | 4        | 2018     | ehemalige Fachärztin für Neurochirurgie der Leipziger Sachsenklinik                                                                                             |
| Anja Nejarri          | Dr. Lea Peters              | 188, 192                   | 5        | 2019     | ehemalige Fachärztin für Neurochirurgie der Leipziger Sachsenklinik                                                                                             |
| Rolf Becker           | Otto Stein                  | 82                         | 2        | 2017     | ehemaliger Mitarbeiter in der Cafeteria der Sachsenklinik |
| Jascha Rust           | Christopher „Kris“ Haas     | 119                        | 3        | 2017     | Pflegedienstleiter der chirurgischen Station der Leipziger Sachsenklinik, Gesundheits- und Krankenpfleger, Rettungssanitäter, Sozialdienstleistender (ehemalig) |
| Jascha Rust           | Christopher „Kris“ Haas     | 203                        | 5        | 2019     | Pflegedienstleiter der chirurgischen Station der Leipziger Sachsenklinik, Gesundheits- und Krankenpfleger, Rettungssanitäter, Sozialdienstleistender (ehemalig) |
| Jascha Rust           | Christopher „Kris“ Haas     | 379                        | 10       | 2024     | Pflegedienstleiter der chirurgischen Station der Leipziger Sachsenklinik, Gesundheits- und Krankenpfleger, Rettungssanitäter, Sozialdienstleistender (ehemalig) |
| Annett Renneberg      | Prof. Dr. Maria Weber       | 131                        | 4        | 2018     | Chefärztin der Chirurgie und Fachärztin für Herz- und Thoraxchirurgie der Leipziger Sachsenklinik                                                               |
| Annett Renneberg      | Prof. Dr. Maria Weber       | 171                        | 5        | 2019     | Chefärztin der Chirurgie und Fachärztin für Herz- und Thoraxchirurgie der Leipziger Sachsenklinik                                                               |
| Annett Renneberg      | Prof. Dr. Maria Weber       | 274                        | 7        | 2021     | Chefärztin der Chirurgie und Fachärztin für Herz- und Thoraxchirurgie der Leipziger Sachsenklinik                                                               |
| Julian Weigend        | Dr. Kai Hoffmann            | 186, 195                   | 5        | 2019     | Facharzt der Unfallchirurgie und Plastischen Chirurgie; Oberarzt der Chirurgie sowie ehemaliger Chefarzt der Leipziger Sachsenklinik                            |
| Julian Weigend        | Dr. Kai Hoffmann            | 261                        | 7        | 2021     | Facharzt der Unfallchirurgie und Plastischen Chirurgie; Oberarzt der Chirurgie sowie ehemaliger Chefarzt der Leipziger Sachsenklinik                            |
| Julian Weigend        | Dr. Kai Hoffmann            | 294                        | 7        | 2022     | Facharzt der Unfallchirurgie und Plastischen Chirurgie; Oberarzt der Chirurgie sowie ehemaliger Chefarzt der Leipziger Sachsenklinik                            |
| Julian Weigend        | Dr. Kai Hoffmann            | 330                        | 8        | 2023     | Facharzt der Unfallchirurgie und Plastischen Chirurgie; Oberarzt der Chirurgie sowie ehemaliger Chefarzt der Leipziger Sachsenklinik                            |
| Julian Weigend        | Dr. Kai Hoffmann            | 402                        | 10       | 2024     | Facharzt der Unfallchirurgie und Plastischen Chirurgie; Oberarzt der Chirurgie sowie ehemaliger Chefarzt der Leipziger Sachsenklinik                            |
| Mai Duong Kieu        | Dr. Lilly Phan              | 244                        | 6        | 2021     | Fachärztin der Neurochirurgie der Leipziger Sachsenklinik |
| Isabell Gerschke      | Dr. Katharina „Ina“ Schulte | 296, 301                   | 8        | 2022     | Oberärztin der Gynäkologie; Fachärztin der Gynäkologie und Pädiatrie der Leipziger Sachsenklinik                                                                |
| Isabell Gerschke      | Dr. Katharina „Ina“ Schulte | 412                        | 10       | 2025     | Oberärztin der Gynäkologie; Fachärztin der Gynäkologie und Pädiatrie der Leipziger Sachsenklinik                                                                |
| Leslie-Vanessa Lill   | Jasmin Hatem                | 343                        | 9        | 2023     | ehemalige Schwester der chirurgischen Station der Leipziger Sachsenklinik; arbeitet jetzt als Betreuerin in einem Frauenhaus und als Aushilfsschwester          |
| Leslie-Vanessa Lill   | Jasmin Hatem                | 409                        | 10       | 2025     | ehemalige Schwester der chirurgischen Station der Leipziger Sachsenklinik; arbeitet jetzt als Betreuerin in einem Frauenhaus und als Aushilfsschwester          |
| Tan Çağlar            | Dr. Ilay Demir              | 361                        | 9        | 2023     | Facharzt der Allgemeinchirurgie und Viszeralchirurgie der Leipziger Sachsenklinik                                                                               |

### Gastdarsteller ausIn aller Freundschaft – Die Krankenschwestern
| Schauspieler        | Rolle          | Episoden | Staffeln | Zeitraum | Bemerkungen |
| ------------------- | -------------- | -------- | -------- | -------- | --- |
| Adrian R. Gössel    | Fiete Petersen | 160–161  | 4        | 2018     | Krankenpfleger in Ausbildung am Volkmann-Klinikum in Halle Cousin von Dr. Elias Bähr                                                     |
| Adrian R. Gössel    | Fiete Petersen | 198      | 5        | 2019     | Krankenpfleger in Ausbildung am Volkmann-Klinikum in Halle Cousin von Dr. Elias Bähr                                                     |
| Llewellyn Reichman  | Louisa Neukamm | 161      | 4        | 2018     | Krankenschwester in Ausbildung am Volkmann-Klinikum in Halle                                                                             |
| Leslie-Vanessa Lill | Jasmin Hatem   | 161      | 4        | 2018     | Krankenschwester in Ausbildung am Volkmann-Klinikum in Halle, Krankenschwester in der chirurgischen Station der Sachsenklinik in Leipzig |

## Episodenliste

### Staffeln
| Staffel | Episoden | Dreharbeiten  | Dreharbeiten  | Erstausstrahlung | Erstausstrahlung | Zuschauer | Marktanteil |
| Staffel | Episoden | Beginn        | Ende          | Staffelpremiere  | Staffelfinale    | Zuschauer | Marktanteil |
| ------- | -------- | ------------- | ------------- | ---------------- | ---------------- | --------- | ----------- |
| 1       | 1–42     | 16. Sep. 2014 | 28. Aug. 2015 | 22. Jan. 2015    | 25. Feb. 2016    | 2,12 Mio. | 9,1 %       |
| 2       | 43–84    | 22. Sep. 2015 | 19. Aug. 2016 | 3. März 2016     | 16. Feb. 2017    | 2,31 Mio. | 9,8 %       |
| 3       | 85–126   | 20. Sep. 2016 | 21. Aug. 2017 | 23. Feb. 2017    | 25. Jan. 2018    | 2,30 Mio. | 10,1 %      |
| 4       | 127–168  | 19. Sep. 2017 | 21. Aug. 2018 | 1. Feb. 2018     | 14. Feb. 2019    | 2,35 Mio. | 10,3 %      |
| 5       | 169–210  | 11. Sep. 2018 | 17. Sep. 2019 | 21. Feb. 2019    | 30. Jan. 2020    | 2,42 Mio. | 10,7 %      |
| 6       | 211–252  | 18. Sep. 2019 | 5. Okt. 2020  | 6. Feb. 2020     | 20. Mai 2021     | 2,58 Mio. | 10,2 %      |
| 7       | 253–294  | 6. Okt. 2020  | 3. Sep. 2021  | 27. Mai 2021     | 2. Juni 2022     | 2,28 Mio. | 10,4 %      |
| 8       | 295–336  | 22. Sep. 2021 | 22. Aug. 2022 | 9. Juni 2022     | 20. Apr. 2023    | 2,18 Mio. | 10,8 %      |
| 9       | 337–378  | 30. Aug. 2022 | 19. Sep. 2023 | 27. Apr. 2023    | 25. Apr. 2024    | 2,15 Mio. | 10,8 %      |
| 10      | 379–420  | 11. Sep. 2023 | 22. Aug. 2024 | 2. Mai 2024      | 22. Mai 2025     | 1,98 Mio. | 10,7 %      |
| 11      | 421–462  | 23. Aug. 2024 | 22. Aug. 2025 | 5. Juni 2025     |                  |           |             |
| 12      | 463–504  | 2. Sep. 2025  | -             | 2026             |                  |           |             |

### Fernsehfilme in Spielfilmlänge
Abseits der normalen 45-minütigen Serienepisoden wurden zwei Specials mit den Titeln Ganz in Weiß und Adventskind in Spielfilmlänge produziert, welche am 17. Dezember 2019 und am 10. Dezember 2021 um 20:15 Uhr im Ersten ausgestrahlt wurden.

## Ausstrahlung
Die Serie wird jeweils donnerstags auf dem Vorabendsendeplatz um 18:50 im Ersten ausgestrahlt. Während der Sommerpause wurden Wiederholungen von alten Episoden gezeigt. Ab dem 1. November 2018 teilte sich die Serie den Sendeplatz mit In aller Freundschaft – Die Krankenschwestern. Ab 16. April 2020 sollte die Serie ein weiteres Mal pausieren und Platz für die acht Episoden der 2. Staffel von In aller Freundschaft – Die Krankenschwestern machen. Die Ausstrahlung der zweiten Staffel von „Die Krankenschwestern“ wurde aber aufgrund der COVID-19-Pandemie in Deutschland auf 2021 verschoben. Nach der 248. Episode, die am 18. Februar 2021 ausgestrahlt wurde, pausierte die Serie bis zum 23. April 2021 für die Ausstrahlung der verschobenen Episoden. Nach der Ausstrahlung der zweiten Staffel folgte die Absetzung von In aller Freundschaft – Die Krankenschwestern.

## Rezeption
Manuel Weis von Quotenmeter.de zog im Vergleich zu den bisher auf dem Sendeplatz ausgestrahlten Serien aus der Heiter-bis-tödlich-Reihe ein positives Fazit:

„Dass die ARD es am Vorabend nun mit dem Genre Krankenhausserie versucht und sich des Erfolgs der Sachsenklinik und dem großen Know-How der Macher bedient, ist konsequent und richtig. Ob das Experiment, von dem gleich satte 42 Episoden geordert wurden, auch funktioniert, steht auf einem anderen Blatt. Qualitativ jedenfalls sind die jungen Ärzte um Roy Peter Link den sonst um 18.50 Uhr gezeigten Dorf-Krimis klar überlegen.“

Tilmann P. Gangloff kritisierte auf tittelbach.tv vor allem den starken Soap-Charakter der Serie, die schauspielerischen Fähigkeiten einiger Hauptdarsteller und einen mangelnden medizinischen Faktor in der Krankenhausserie.
Rtv lobte den Versuch, ein modernes Format zu erschaffen, kritisierte aber, dass die Ausführung dieses Versuches nicht gelinge:

„Auffällig ist […], dass sich die ARD-Serie offensichtlich vom Look, in Teilen von der Figurenzeichnung und vom Titelsong der amerikanischen Arztserie ‚Scrubs – Die Anfänger‘ hat inspirieren lassen.“

## DVD
Bisher wurden 18 DVD-Box-Sets von Eurovideo produziert. Die Staffeln wurden jeweils in zwei Boxsets (Teil 1 und Teil 2) veröffentlicht.
| Staffel | Episoden | Erscheinungstermin |
| ------- | -------- | ------------------ |
| 1.1     | 1–21     | 17. Sep. 2015      |
| 1.2     | 22–42    | 17. März 2016      |
| 2.1     | 43–63    | 10. Nov. 2016      |
| 2.2     | 64–84    | 28. Feb. 2017      |
| 3.1     | 85–105   | 4. Sep. 2017       |
| 3.2     | 106–126  | 8. Feb. 2018       |
| 4.1     | 127–144  | 16. Juni 2018      |
| 4.2     | 145–168  | 28. Feb. 2019      |
| 5.1     | 169–188  | 22. Aug. 2019      |
| 5.2     | 189–210  | 13. Feb. 2020      |
| 6.1     | 211–231  | 10. Dez. 2020      |
| 6.2     | 232–252  | 9. Dez. 2021       |
| 7.1     | 253–273  | 14. Juli 2022      |
| 7.2     | 274–294  | 22. Okt. 2022      |
| 8.1     | 295–315  | 7. Dez. 2023       |
| 8.2     | 316–336  | 2. Mai 2024        |
| 9.1     | 337–357  | 18. Juli 2024      |
| 9.2     | 358–378  | 10. Okt. 2024      |